# 1958 في فنلندا
فيما يلي قوائم الأحداث التي وقعت خلال عام 1958 في فنلندا.

## سياسة

### تعيين في المنصب
- 29 أغسطس – كارل أوغست فاغرهولم رئيس وزراء فنلندا.

## مواليد

### يونيو
- 30 يونيو – إسا بكا سالونن

## وفيات

### يوليو
- 31 يوليو – كيلا اينو (مواليد 1890) فيلسوف فنلندي.